# Yacimiento paleontológico de Armuña
El yacimiento paleontológico de Armuña es una localidad fosilífera del Cretácico Superior que se encuentra en el municipio de Armuña (Segovia, España). El yacimiento ha proporcionado restos fósiles de peces, tortugas, cocodrilomorfos, dinosaurios y otros reptiles.

## Geología
El yacimiento se encuentra en la Formación Vegas de Matute, una unidad siliciclástica compuesta por areniscas, limos y arcillas, datada entre el Campaniense superior y el Maastrichtiense (Cretácico Superior). Esta formación yace por encima de la Formación Valle de Tabladillo, una unidad carbonatada compuesta por calizas y dolomías, y por debajo de los conglomerados del Cenozoico, discordantes sobre todos los materiales más antiguos.
Estos sedimentos se han interpretado como depósitos deltaicos o formados en un ambiente fluvial costero con influencia mareal y un elevado aporte de terrígenos. El análisis de las paleocorrientes en las estructuras sedimentarias indica que el área de procedencia de las areniscas se situaría hacia el oeste, donde emergía entonces el Macizo Ibérico.
La posición estratigráfica y las características litológicas permiten correlacionar la Formación Vegas de Matute, al menos en parte, con la Formación Villalba de la Sierra, en la que se sitúa el yacimiento de Lo Hueco, en la provincia de Cuenca.

## Paleontología

### Sistemática
PecesLepisosteidae indeterminado.
TortugasSolemys sp., Dortoka vasconica, Iberoccitanemys convenarum
Lepidosauriosun Anguimorpha nuevo, aún sin definir, y un Mosasauroidea indeterminado.
Cocodrilomorfosun Eusuchia nuevo, pendiente de definir.
Dinosauriosun saurópodo Lithostrotia indeterminado, un terópodo (cf. Arcovenator), y un ornitópodo (cf. Rhabdodon).

### Tafonomía
Los fósiles aparecen dispersos en las arenas, como fragmentos desarticulados (escamas, vértebras, dientes, osteodermos y fragmentos de hueso), y son abundantes en los lechos de gravas intercalados en las mismas. Se interpreta que los restos fueron arrastrados desde áreas emergidas durante episodios de avenida.

## Historia
El yacimiento fue excavado entre 1986 y 1990 por los paleontólogos de la Universidad Autónoma de Madrid José Luis Sanz y Ángela D. Buscalioni y los resultados iniciales fueron publicados en diversos congresos.
En 2015 Pérez-García y colaboradores realizan la revisión del material procedente de aquellas excavaciones y actualizan la lista faunística del yacimiento, señalando la presencia de varios taxones nuevos, pendientes de describir. También en 2015 el yacimiento fue objeto de una excursión del Geolodía, una actividad divulgativa de la Sociedad Geológica de España.